# Ischnopsyllus plumatus
Ischnopsyllus plumatus är en loppart som beskrevs av Ioff 1946. Ischnopsyllus plumatus ingår i släktet Ischnopsyllus och familjen fladdermusloppor. Inga underarter finns listade i Catalogue of Life.